# MBxd1 341-358
MBxd1 341–358 – polskie wąskotorowe wagony motorowe na tor o rozstawie 1000 mm, skonstruowane w roku 1937 w zakładach Lilpop, Rau i Loewenstein w Warszawie na zamówienie Zarządu Grójeckiej Kolei Dojazdowej. Po II wojnie światowej zaliczone na PKP do serii MBxd1 z numerami od 341 do 358.
Pierwsza seria wagonów została ukończona przed wybuchem wojny. Kolejne wagony posiadające to oznaczenie zostały wprowadzone do eksploatacji w roku 1953 i 1962 (dwie serie). Wagony z każdej serii różniły się szczegółami konstrukcyjnymi. Mimo tych różnic wyposażone były zawsze w silnik wysokoprężny i czterobiegową mechaniczną nawrotną skrzynkę przekładniową typu Mylius CV1 ze sterowaniem pneumatycznym. W trakcie eksploatacji wymieniano wielokrotnie zespoły napędowe i wprowadzono nowszą przekładnię Mylius CV2. Wszystkie te zmiany wykonywały warsztaty kolejowe w Piasecznie.

## Konstrukcja
Czteroosiowy wagon spalinowy napędzany silnikiem wysokoprężnym i wyposażony w przekładnię mechaniczną typu Mylius CV1 (w późniejszym okresie Mylius CV2), z czterema przełożeniami do jazdy, sterowaną pneumatycznie. Wyposażony jest w silnik o mocy 140–150 KM. Hamulec zasadniczy systemu Westinghouse. Prędkość konstrukcyjna wagonu wynosiła 60 km/h. Prędkość eksploatacyjna zależna była od jakości toru na szlaku i zazwyczaj nie przekraczała 50 km/h. Wagon posiada przedział drugiej klasy (dawniej też klasy trzeciej). Napęd był przenoszony za pomocą wału Kardana na drugą oś każdego wózka (1A'A1').
Pierwsze wagony miały konstrukcję półsamonośną. Pudło wagonu posiadało 50 miejsc siedzących, ogrzewane było cieczą z układu
chłodzenia silnika. Cechą charakterystyczną w wyglądzie pierwszej serii wagonów było umieszczenie dwóch chłodnic do układu chłodzenia silnika na dachu, przy czołach wagonów. Wersja MBxd1 z roku 1953 miała konstrukcję ramową i chłodnice w środkowej części pudła wagonu, ostatnia konstrukcja z 1962 roku była także ramowa, miała chłodnice ukryte wewnątrz przedziału silnikowego. Oryginalne chłodnice miały żaluzje służące do regulacji intensywności chłodzenia. Na późniejsze chłodnice (z wykorzystaniem elementów chłodnicy ciągnika Ursus C-45) na okres zimowy zakładano pokrowce, aby nie przechładzać silników o tej porze roku. W ostatnim okresie użytkowania chłodnice stanowiły elementy (panele) zapożyczone z układu chłodnicy rumuńskiej lokomotywy Lxd2. Wagony miały początkowo dwa reflektory, w późniejszym okresie dodano trzeci nad kabiną maszynisty. W okresie zimowym szyba przed maszynistą miała zakładane ogrzewanie elektryczne (oporowe). Wyposażenie obejmowało zestaw manometrów: do układu hamulcowego, układu sterowania sprzęgłem, układu chłodzenia silnika.

### Sterowanie i jazda
Sterowanie odbywało się przy użyciu trzech korb nastawnika jazdy. Lewa korba służyła do sterowania układem sprzęgła, środkowa przełożeniem (biegiem), prawa mocą silnika. Po uzyskaniu rozkazu odjazdu maszynista ustawiał środkową korbę na poz. I biegu, wyłączał sprzęgło ruchem lewej korby w lewo i (po automatycznym załączeniu biegu) włączał sprzęgło ruchem korby w prawo dodając mocy (korbą w lewo). Wagon ruszał. W przypadku trakcji z wagonami doczepnymi Bxhpi ruszanie odbywało się z I biegu, przy ruszaniu solo – można było bez problemu ruszać z II biegu. Po nabraniu prędkości maszynista zmieniał bieg na wyższy korbą środkową o jedną pozycję w prawo, powtarzając procedurę. Przy dobrym stanie toru bieg miały spokojny, nawet powyżej 50 km/h. Późniejsze ograniczenia prędkości związane były ze złym stanem torowiska oraz zwalnianiem przed licznymi przejazdami kolejowo-drogowymi kategorii D. Z każdego biegu (przełożenia) można było uzyskać jazdę z wybiegu, po ustawieniu środkowej korby na poz. 0 i operację wyłączenia i włączenia sprzęgła (silnik pracujący na obrotach biegu jałowego). Hamulec zasadniczy systemu Westinghouse. Nie praktykowało się hamowania silnikiem na spadkach, chociaż teoretycznie była taka możliwość.
Wagon MBxd1 miał zdolność uciągu dwóch czteroosiowych wagonów doczepnych Bxhpi z własnym ogrzewaniem w porze zimowej.

## Eksploatacja
Wagony motorowe MBxd1 były używane zasadniczo na odcinkach:
- Warszawa Belweder – Iwiczna,
- Dworzec Południowy – Góra Kalwaria.

W mniejszym stopniu na odcinku
- Dworzec Południowy – Nowe Miasto nad Pilicą.

Po likwidacji odcinków Warszawa Belweder – Iwiczna i Dworzec Południowy – Góra Kalwaria tabor przeniesiono na jedyny eksploatowany odcinek Piaseczno – Nowe Miasto nad Pilicą, likwidując trakcję parową w ruchu osobowym. W miarę ograniczania ilości kursów część taboru przekazano na inne koleje wąskotorowe.

## Oznaczenia
Oznaczenia wagonów zależne były od serii:
- pierwsza z roku 1937 miała oznaczenia od MBxd1-341 do MBxd1-344,
- druga z roku 1952/53 miała oznaczenia od MBxd1-349 do MBxd1-354,
- trzecia z roku 1962 miała oznaczenia od MBxd1-356 do MBxd1-358.

Oznaczenie MBxd1 miały też inne wąskotorowe wagony motorowe napędzane silnikiem wysokoprężnym i wyposażone w przekładnię mechaniczną.